# Benoît Laporte
Pour les articles homonymes, voir Laporte.
Benoît Laporte (né le 14 juin 1960 à Montréal au Canada) est un joueur professionnel de hockey sur glace franco-canadien devenu entraîneur de hockey sur glace.

## Carrière

### Carrière de joueur
Il commence sa carrière en junior dans la Ligue de hockey junior majeur du Québec en jouant pour l'équipe des Olympiques de Hull. Il ne joue qu'une saison dans la franchise de Hull et commence la saison suivante avec les Cataractes de Shawinigan. Il est transféré en cours d'année chez les Draveurs de Trois-Rivières.
Après trois nouvelles saisons, il fait ses débuts dans la Ligue américaine de hockey avec les Hawks du Nouveau-Brunswick. Il ne parvient pas pour autant à se faire une place dans la franchise et oscille au cours des saisons dans différentes ligues (LAH, Ligue internationale de hockey ou Ligue centrale de hockey par exemple). 
En 1984, il part en Europe, dans la ligue Élite de France. Il porte alors les couleurs rouges et blanches de l'équipe de Briançon, les Diables Rouges. Lors de sa deuxième saison en France, il finit sur la deuxième marche du podium. Il fait encore 3 saisons avec Briançon avant de faire ses débuts en Normandie avec les Dragons de Rouen.
Il aide alors en compagnie de joueurs comme Petri Ylönen, Denis Perez, Franck Pajonkowski ou encore Guy Fournier l'équipe normande à remporter son premier championnat et la Coupe Magnus.
Commence alors une longue histoire entre les Dragons et le canadien qui va comporter cinq Coupes Magnus et près de 150 matchs jusqu'à la fin de la saison 1993-1994. À partir de 1994, il occupe le poste d'entraîneur-joueur de l'équipe. Lors de sa dernière saison au sein des Dragons, l'équipe rencontre des difficultés financières, ils coupent l'effectif de plusieurs joueurs importants , et ils finissent à une décevante cinquième place, et après deux ans derrière le banc , Benoit décide de rechaussé ses patins en play-off contre Grenoble , car l'équipe a plusieurs blessés et du a la coupure budgétaire , l'effectif était vraiment restreint .La saison suivante derrière le banc par Guy Fournier, l'ancien rouennais. À son dernier match les supporters Rouennais lui font un vibrant hommage et une grande fête, en plus Valérie Fourneyron lui remet la coupe d'Europe gagné par les dragons sous la direction de Benoit .
Laporte décide alors  de continuer d'entraîner. Il est à fin 2007, le cinquième meilleur pointeur de l'histoire des Dragons.

### Carrière d'entraîneur
Il choisit la Ligue nationale B de Suisse et l'équipe Lausanne Hockey Club. Il reste trois ans avec Lausanne puis part dans la série A italienne pour l'Associazione Sportiva Asiago Hockey avec qui il gagne le championnat dès la première saison, et gagne la coupe d'Italie a 3 reprises en plus d'être finaliste a une occasion.
Ce mandat ne durera que trois saisons car Benoit veut progresser dans sa carrière. Il part entraîner l'équipe allemande des Augsburger Panther pour deux saisons et depuis la saison 2005-06, l'équipe des Nürnberg Ice Tigers.
Après un court passage à Ingolstadt ,le 13 avril 2009 il devient l'entraineur d'Ambrì-Piotta, en Suisse.
Le 11 octobre 2010, le conseil d'administration du club léventin, lanterne rouge de LNA avec 5 points en 12 matches, a décidé de remplacer Benoît Laporte par son assistant. Une semaine plus tard, Kevin Constantine est nommé entraîneur d'Ambri. Par la suite, il a été l'entraîneur durant 4 ans et demi des Hambourg Freezers (All.) jusqu'à ce qu'il soit remplacé l'automne dernier par Serge Aubin, une ancienne connaissance du championnat suisse. Le 19 avril 2015, il devient l’entraîneur en chef du SC Langnau Tigers en Suisse, en remplaçant Bengt-Ake Gustafsson (Suède) dont le contrat n'a pas été prolongé le 15 avril 2015.

## Statistiques
| Saison    | Équipe                      | Ligue  |    | Saison régulière | Saison régulière | Saison régulière | Saison régulière | Saison régulière |    | Séries éliminatoires | Séries éliminatoires | Séries éliminatoires | Séries éliminatoires | Séries éliminatoires |
| Saison    | Équipe                      | Ligue  | PJ | B                | A                | Pts              | Pun              | PJ               | B  | A                    | Pts                  | Pun                  |                      |                      |
| 1977-1978 | Olympiques de Hull          | LHJMQ  | 71 | 34               | 33               | 67               | 213              |                  |    |                      |                      |                      |                      |                      |
| 1978-1979 | Cataractes de Shawinigan    | LHJMQ  | 16 | 3                | 8                | 11               | 128              |                  |    |                      |                      |                      |                      |                      |
| 1978-1979 | Draveurs de Trois-Rivières  | LHJMQ  | 58 | 24               | 45               | 69               | 209              |                  |    |                      |                      |                      |                      |                      |
| 1979-1980 | Draveurs de Trois-Rivières  | LHJMQ  | 33 | 18               | 31               | 49               | 100              |                  |    |                      |                      |                      |                      |                      |
| 1979-1980 | Olympiques de Hull          | LHJMQ  | 34 | 19               | 11               | 30               | 86               |                  |    |                      |                      |                      |                      |                      |
| 1979-1980 | Hawks du Nouveau-Brunswick  | LAH    | 2  | 2                | 1                | 3                | 0                | 9                | 0  | 0                    | 0                    | 4                    |                      |                      |
| 1980-1981 | Aces d'Hampton              | EHL    | 12 | 3                | 10               | 13               | 30               |                  |    |                      |                      |                      |                      |                      |
| 1980-1981 | Hawks du Nouveau-Brunswick  | LAH    | 44 | 8                | 8                | 16               | 50               |                  |    |                      |                      |                      |                      |                      |
| 1981-1982 | Tigers de Cincinnati        | LCH    | 76 | 24               | 31               | 55               | 86               | 3                | 1  | 0                    | 1                    | 22                   |                      |                      |
| 1982-1983 | Gears de Saginaw            | UHL    | 76 | 31               | 29               | 60               | 55               |                  |    |                      |                      |                      |                      |                      |
| 1982-1983 | Saints de Saint Catharines  | LAH    | 4  | 0                | 0                | 0                | 2                |                  |    |                      |                      |                      |                      |                      |
| 1983-1984 | Thunderbirds de la Caroline | ACHL   | 52 | 54               | 48               | 102              | 86               | 6                | 5  | 4                    | 9                    | 0                    |                      |                      |
| 1984-1985 | Diables Rouges de Briançon  | France |    |                  |                  |                  |                  |                  |    |                      |                      |                      |                      |                      |
| 1985-1986 | Diables Rouges de Briançon  | France |    | 31               | 30               | 60               |                  |                  |    |                      |                      |                      |                      |                      |
| 1986-1987 | Diables Rouges de Briançon  | France |    |                  |                  |                  |                  |                  |    |                      |                      |                      |                      |                      |
| 1987-1988 | Diables Rouges de Briançon  | France | 32 | 33               | 28               | 61               | 65               |                  |    |                      |                      |                      |                      |                      |
| 1988-1989 | Diables Rouges de Briançon  | France | 43 | 54               | 57               | 111              | 124              |                  |    |                      |                      |                      |                      |                      |
| 1989-1990 | Dragons de Rouen            | France | 40 | 46               | 37               | 83               | 44               |                  |    |                      |                      |                      |                      |                      |
| 1990-1991 | Dragons de Rouen            | CE     |    |                  |                  |                  |                  |                  |    |                      |                      |                      |                      |                      |
| 1990-1991 | Dragons de Rouen            | France | 27 | 24               | 29               | 53               | 26               | 9                | 12 | 7                    | 19                   | 12                   |                      |                      |
| 1991-1992 | Dragons de Rouen            | CE     |    |                  |                  |                  |                  |                  |    |                      |                      |                      |                      |                      |
| 1991-1992 | Dragons de Rouen            | France | 34 | 22               | 31               | 53               | 39               |                  |    |                      |                      |                      |                      |                      |
| 1992-1993 | Dragons de Rouen            | CE     |    |                  |                  |                  |                  |                  |    |                      |                      |                      |                      |                      |
| 1992-1993 | Dragons de Rouen            | France | 34 | 34               | 31               | 65               | 51               |                  |    |                      |                      |                      |                      |                      |
| 1993-1994 | Dragons de Rouen            | CE     |    |                  |                  |                  |                  |                  |    |                      |                      |                      |                      |                      |
| 1993-1994 | Dragons de Rouen            | France | 19 | 18               | 15               | 33               | 24               | 11               | 7  | 9                    | 16                   | 4                    |                      |                      |
| 1995-1996 | Dragons de Rouen            | France |    |                  |                  |                  |                  | 1                | 0  | 0                    | 0                    | 0                    |                      |                      |
| 1996-1997 | Dragons de Rouen            | France |    |                  |                  |                  |                  | 7                | 0  | 5                    | 5                    | 2                    |                      |                      |

## Carrière internationale
Même s'il est d'origine canadienne, il porte les couleurs de l'équipe de France lors des compétitions internationales.
| Année | Équipe | Compétition |   | PJ | B | A | Pts | Pun                          |  | Résultat |
| 1990  | France | CM          | 7 | 1  | 4 | 5 | 2   | 12e place (4e de la poule B) |  |          |
| 1991  | France | CM          | 7 | 3  | 0 | 3 | 6   | 11e place (3e de la poule B) |  |          |
| 1992  | France | JO          | 8 | 1  | 4 | 5 | 4   | 8e place                     |  |          |
| 1992  | France | CM          | 6 | 2  | 0 | 2 | 6   | 11e place                    |  |          |
| 1993  | France | CM          | 5 | 1  | 0 | 1 | 26  | 12e place                    |  |          |
| 1994  | France | JO          | 7 | 3  | 2 | 5 | 4   | 10e place                    |  |          |
| 1994  | France | CM          | 5 | 1  | 0 | 1 | 0   | 10e place                    |  |          |